# 220 Štefanija
220 Štefanija (mednarodno ime 220 Stephania) je asteroid v glavnem asteroidnem pasu. Kaže značilnosti dveh tipov asteroidov (tipa X in tipa C). 

## Odkritje
Asteroid je odkril avstrijski astronom Johann Palisa (1848 –1925) 19. maja 1881 na Dunaju. To je bilo njegovo prvo odkritje asteroida po odhodu iz Pulja . Poimenovan je po princesi Štefaniji Belgijski (1864 – 1945), ki se je poročila v letu odkritja asteroida.

## Lastnosti
Asteroid Štefanija obkroži Sonce v 3,60 letih. Njegova tirnica ima izsrednost 0,258, nagnjena pa je za 7,586 ° proti ekliptiki. Premer asteroida je 31,12 km, okoli svoje osi se zavrti v  18,198 h . 
Asteroid kaže lastnosti asteroidov tipa X (tip P je podtip) in C.